# 勾狀扁裸藻
勾狀扁裸藻（学名：Phacus hamatus）为裸藻科扁裸藻屬下的一个种。